# ألبرت فيشر (رجل أعمال)
ألبرت فيشر (بالإنجليزية: Albert Fisher)‏ هو شخصية أعمال أمريكي، ولد في 2 يناير 1864 في Peru Township, Huron County, Ohio ‏ في الولايات المتحدة، وتوفي في 15 مارس 1942 في ديترويت في الولايات المتحدة.
هو أحد رواد صناعة السيارات في مدينة ديترويت. وهو عمّ الإخوة فيشر السبع الذين أسسوا شركة فيشر بودي لصناعة هياكل السيارات. قام ألبرت فيشر ببناء أولى الهياكل للعديد من المركبات، كما بنى هيكل أول سيارة جائلة لهنري فورد. 

## سيرة ذاتية
هاجر والدا ألبرت، أندرو فيشر وستيفانيا فيشر، من ألمانيا إلى الولايات المتحدة في عام 1835 واستقروا في قرية بيرو في مقاطعة هورون في ولاية أوهايو حيث افتتح والده محل للحدادة. كان لألبرت سبع إخوة، وقد ولد في سنة 1864، وفي صغره عمل في ورشة والده للحدادة بعد المدرسة. وفي سن السادسة عشر، عمل ألبرت في أول وظيفة له ككاتب سجل في فندق في مدينة نورواك، وبعد سنة واحدة عمل كمتدرب في صناعة العربات. في سنة 1885، عاد ألبرت فيشر إلى ديترويت ليعمل في شركة لصناعة العربات ثم ذهب إلى الدراسة في شيكاغو وبوسطن، وفي 1888 عاد إلى ديترويت ليأخذ منصب مشرف في مصنع عربات. وبعد ثلاث أعوام، أصبح شريكًا في شركة ستاندارد واجون ووركس (Standard Wagon Works) لتصنيع العربات، ثم اشترى حصة شريكه الآخر ليصبح المالك الوحيد. وقامت الشركة بتصنيع أول أسطول عربات استخدمته صحيفة «ذا ديترويت نيوز» لمباشرة أعمالها في سنة 1894، كما أن هنري فورد كان أحد عملاء الشركة.